# Піхур
Піху́р (лат. urtica — дослівно кропива) — безпорожнинне утворення на поверхні шкіри. Вони характерні для алергічних дерматитів, як от кропів'янки, і дерматозів.
Піхур має досить великі розміри (20 мм і більше), округлу або овальну форму, світло-рожеве або червонувате забарвлення. У нього відсутня внутрішня порожнина, чим він відрізняється від пухира. Являє собою гострозапальний міжклітинний набряк сосочкового шару дерми. Поява піхурів супроводжується свербінням.
Піхури виникають внаслідок ендогенних або екзогенних факторів, які спричиняють підвищену проникність капілярів.